# 土肥之芳
土肥 之芳（どい のりよし、1942年10月6日 - ）は、日本の経営者。日産火災海上保険社長、会長を務めた。

## 経歴
富山県出身。1965年に関西学院大学商学部を卒業し、同年に日産火災海上保険に入社。
1993年6月に取締役に就任し、1996年6月に常務、1999年6月に専務を経て、2001年6月に副社長に就任し、2002年1月には社長に昇格。同年7月から2006年6月までに損害保険ジャパン副社長を務め、2006年6月には特別顧問に退いた。